# Filantusovke
Filantusovke (lat. Phyllanthaceae), biljna porodica u redu malpigijolike (Malpighiales) čiji su predstavnici rasprostranjeni po svim kontinentima. Ime je dobila po rodu filantus (Phyllanthus). Postoji preko 2000 vrsta u 58 rodova.
Filantusi su rod vazdazelenih grmova i drveća koji je nekada bio klasificiran u mlječikovke (Euphorbiaceae)

## Opis porodice
Porodica filantusiovki (Phyllanthaceae) sadrži 59 rodova i više od 1700 vrsta zeljastih biljaka do drveća koje raste u tropskim do toplim umjerenim regijama; porodica je posebno šarolika u Maleziji. Pripadnici Phyllanthaceae često imaju fino ispucalu koru i lišće s dva reda bez žlijezda. Plodovi imaju po dvije sjemenke u svakoj komori. Pantropski rod Phyllanthus (oko 1300 vrsta, uključujući bivše rodove Glochidion, Breynia i Sauropus) ima jednostavne listove koji često izgledaju kao da su listići složenog lista. Glochidion (oko 300 vrsta) je tropski, isključujući kontinentalnu Afriku, a vrste su osobito česte u Indo-Malesiji. Sauropus (70 vrsta) raste od Indo-Malezije do Australije. Antidesma (100 vrsta) porijeklom je iz paleotropskih i toplih umjerenih područja. Cleistanthus (140 vrsta) porijeklom je iz paleotropskog pojasa. Baccaurea (50 vrsta) raste od Indo-Malezije do zapadnog Pacifika. Aporosa (90 vrsta) porijeklom je iz Indo-Malezije. Bridelia (50 vrsta) raste diljem paleotropa. Uapaca (60 vrsta) nalazi se u Africi i na Madagaskaru. Britannica] Pristupljeno 21. prosinca 2023.</ref>

## Podjela
- Familia Phyllanthaceae Martinov (2191 spp.)
  - Subfamilia Antidesmatoideae Hurus.
    - Tribus Bischofieae (Müll. Arg.) Hurus.
      - Bischofia Blume (3 spp.)

    - Tribus Spondiantheae G. L. Webster
      - Spondianthus Engl. (1 sp.)

    - Tribus Uapaceae Hutch.
      - Genus Uapaca Baill. (49 spp.)

    - Tribus Jablonskieae Petra Hoffm.
      - Jablonskia G. L. Webster (1 sp.)
      - Celianella Jabl. (1 sp.)

    - Tribus Scepeae Horan.
      - Protomegabaria Hutch. (3 spp.)
      - Richeria Vahl (4 spp.)
      - Aporosa Blume (93 spp.)
      - Maesobotrya Benth. (19 spp.)
      - Baccaurea Lour. (61 spp.)
      - Distichirhops Haegens (3 spp.)
      - Nothobaccaurea Haegens (2 spp.)

    - Tribus Antidesmateae Benth.
      - Subtribus Antidesmatinae Müll. Arg.
        - Antidesma L. (123 spp.)
        - Leptonema A. Juss. (2 spp.)
        - Thecacoris A. Juss. (20 spp.)

      - Subtribus Hymenocardiinae Petra Hoffm.
        - Didymocistus Kuhlm. (1 sp.)
        - Hymenocardia Wall. ex Lindl. (6 spp.)

      - Subtribus Hieronyminae Müll. Arg.
        - Hieronyma Allemâo (21 spp.)

      - Subtribus Martretiinae Petra Hoffm.
        - Martretia Beille (1 sp.)
        - Apodiscus Hutch. (1 sp.)

  - Subfamilia Phyllanthoideae Beilschm.
    - Tribus Wielandieae Baill. ex Hurus.
      - Subtribus Astrocasiinae G. L. Webster
        - Heywoodia Sim (1 sp.)
        - Chascotheca Urb. (2 spp.)
        - Astrocasia B. L. Rob. & Millsp. (6 spp.)

      - Subtribus Wielandiinae Pax
        - Dicoelia Benth. (2 spp.)
        - Chorisandrachne Airy Shaw (1 sp.)
        - Wielandia Baill. (13 spp.)

    - Tribus Poranthereae Müll. Arg. ex Grüning
      - Andrachne L. (22 spp.)
      - Meineckia Baill. (32 spp.)
      - Notoleptopus Voronts. & Petra Hoffm. (1 sp.)
      - Poranthera Rudge (17 spp.)
      - Pseudophyllanthus (Müll. Arg.) Voronts. & Petra Hoffm. (1 sp.)
      - Phyllanthopsis (Scheele) Voronts. & Petra Hoffm. (2 spp.)
      - Actephila Blume (34 spp.)
      - Leptopus Decne. (18 spp.)

    - Tribus Bridelieae Müll. Arg.
      - Subtribus Securineginae Müll. Arg.
        - Securinega Comm. ex A. Juss. (5 spp.)
        - Lachnostylis Turcz. (3 spp.)

      - Subtribus Amanoinae Pax
        - Amanoa Aubl. (16 spp.)

      - Subtribus Keayodendrinae Petra Hoffm.
        - Keayodendron Leandri (1 sp.)

      - Subtribus Pseudolachnostylidinae Pax
        - Pseudolachnostylis Pax (1 sp.)
        - Pentabrachion Müll. Arg. (1 sp.)
        - Cleistanthus Hook. f. ex Planch. (144 spp.)
        - Bridelia Willd. ex Spreng. (47 spp.)

      - Subtribus Saviinae Müll. Arg.
        - Savia Willd. (2 spp.)
        - Gonatogyne Klotzsch ex Müll. Arg. (1 sp.)
        - Croizatia Steyerm. (5 spp.)
        - Tacarcuna Huft (3 spp.)
        - Discocarpus Klotzsch (4 spp.)

    - Tribus Phyllantheae Dumort.
      - Plagiocladus Jean F. Brunel ex Petra Hoffm. (1 sp.)
      - Margaritaria L. f. (13 spp.)
      - Lingelsheimia Pax (7 spp.)
      - Heterosavia (Urb.) Petra Hoffm. (4 spp.)
      - Flueggea Willd. (16 spp.)
      - Nellica Raf. (19 spp.)
      - Cathetus Lour. (42 spp.)
      - Kirganelia A. Juss. (24 spp.)
      - Nymphanthus Lour. (87 spp.)
      - Lysiandra (F. Muell.) R. W. Bouman, I. Telford & J. J. Bruhl (27 spp.)
      - Moeroris Raf. (198 spp.)
      - Phyllanthus L. (228 spp.)
      - Cicca L. (45 spp.)
      - Dendrophyllanthus S. Moore (160 spp.)
      - Emblica Gaertn. (45 spp.)
      - Glochidion J. R. Forst. & G. Forst. (336 spp.)
      - Synostemon F. Muell. (39 spp.)
      - Breynia J. R. Forst. & G. Forst. (97 spp.)

    - Tribus Phyllanthoideae incertae sedis
      - Chonocentrum Pierre ex Pax & K. Hoffm. (1 sp.)
      - Ashtonia Airy Shaw (2 spp.)

## Sinonimi
- Antidesmataceae Loudon
- Aporosaceae Lindl. ex Planch.
- Bischofiaceae Airy Shaw
- Hymenocardiaceae Airy Shaw
- Porantheraceae Hurus.
- Uapacaceae Airy Shaw

## Vanjske poveznice
|  | Zajednički poslužitelj ima još gradiva o temi Phyllanthaceae |
|  | Wikivrste imaju podatke o taksonu Phyllanthaceae             |